# Уатопана
Уатопана (англ. Lake Wahtopanah), также известное как Водохранилище Риверс (англ. Rivers Reservoir) — водохранилище на реке Литл-Саскачеван, около города Риверс, в канадской провинции Манитоба. Плотина на реке была построена службой PFRA в 1960 году для поставок воды на орошение. Водохранилище также обеспечивает водой жителей города Риверс, помимо этого служит как рекреационный ресурс. Высота плотины — 22 м. В ширину водохранилище достигает около 610 м, а в длину — порядка 10 километров. Наибольшая глубина — около 15 м.
Прибрежные потоки регулируются закрытым трубопроводом с площадью квадратного сечения 0,37 м². В половодье излишки воды сбрасываются через покатый бетонный водосброс шириной 34 м. Водохранилище вмещает 30,2 млн м³ воды и занимает площадь 6,4 км². Площадь водосборного бассейна составляет 3300 км² и занимает часть национального парка Райдинг-Маунтин. На западном берегу Уатопаны расположены парк и место для кемпинга. Название водохранилища — альтернативная форма индейского слова «уатопапина» (watopapinah), которое означает «люди с каноэ».